# Chaetocladius tatyanae
Chaetocladius tatyanae är en tvåvingeart som beskrevs av Makarchenko 2006. Chaetocladius tatyanae ingår i släktet Chaetocladius och familjen fjädermyggor. Inga underarter finns listade i Catalogue of Life.